# High Hi
High Hi is een Belgische alternatieve popband.
In 2014 werd de band uit de rand van Brussel geselecteerd voor De Nieuwe Lichting van Studio Brussel en datzelfde jaar bereikte High Hi de finale van Humo's Rock Rally. In 2014 ging de band mee als voorprogramma op tournee met Novastar. Joost Zweegers leerde hen als jurylid van de Rock Rally kennen. In 2016 werd de band een van de artist in residence in muziekcentrum Trix. Hun muziek is een mengeling van verschillende stijlen en is geëvolueerd. Melodieën zijn belangrijk en meestal vrolijk, de teksten soms somber. Er wordt tweestemmig en afwisselend gezongen door Ooghe en Beerten.
In 2015 verscheen de instrumentale debuutsingle Calm Down Sir die onder meer werd opgepikt door BBC-dj Steve Lamacq.
Eind 2016 nam de band het debuutalbum Hindrance op onder leiding van Reinhard Vanbergen en Niek Meul van Das Pop. De eerste single uit het album Island Full Of Gold verscheen in januari 2017. Het album zelf werd uitgebracht in maart.
In 2020 kwam het album Firepool uit, geproducet door Daan Schepers, en scoorden ze hits met de singles Daggers, 94A9 en Alligot. Het nummer Daggers stond zes weken lang bovenaan in de Afrekening. Door de Coronapandemie kon de groep het album niet voor een live publiek spelen.
Begin 2021 trad High Hi op op het ESNS. In 2021 tekenden zij bij Warner Music Benelux en in het najaar van 2021 bracht de band de single Return To Dust uit. Eind februari 2022 werd de tweede single All Cool All Fine gereleased.
Het nieuwe album Return to Dust kwam uit op 29 april 2022. Voor de productie werd weer samengewerkt met Daan Schepers. Het werd integraal voorgesteld op 1 mei 2022 tijdens een concert in de Box van Ancienne Belgique.
Enkele dagen later volgde een interview en live optreden in Nederland bij 3voor12Radio. De groep trad in mei 2022 in de Lotto Arena mee op als voorprogramma van Arsenal. In 2022 trad de band op o.a. op Crammerock, Rock Werchter en Pukkelpop. Tijdens de zomer van 2023 speelden ze op verschillende festivals zoals Suikerrock, Cactusfestival en Dour Festival. Ze speelden in 2024 het voorprogramma van Eefje de Visser in Paradiso.
In april 2025 kwam de single Running uit, een nieuw album zou in 2026 verschijnen.

## Discografie

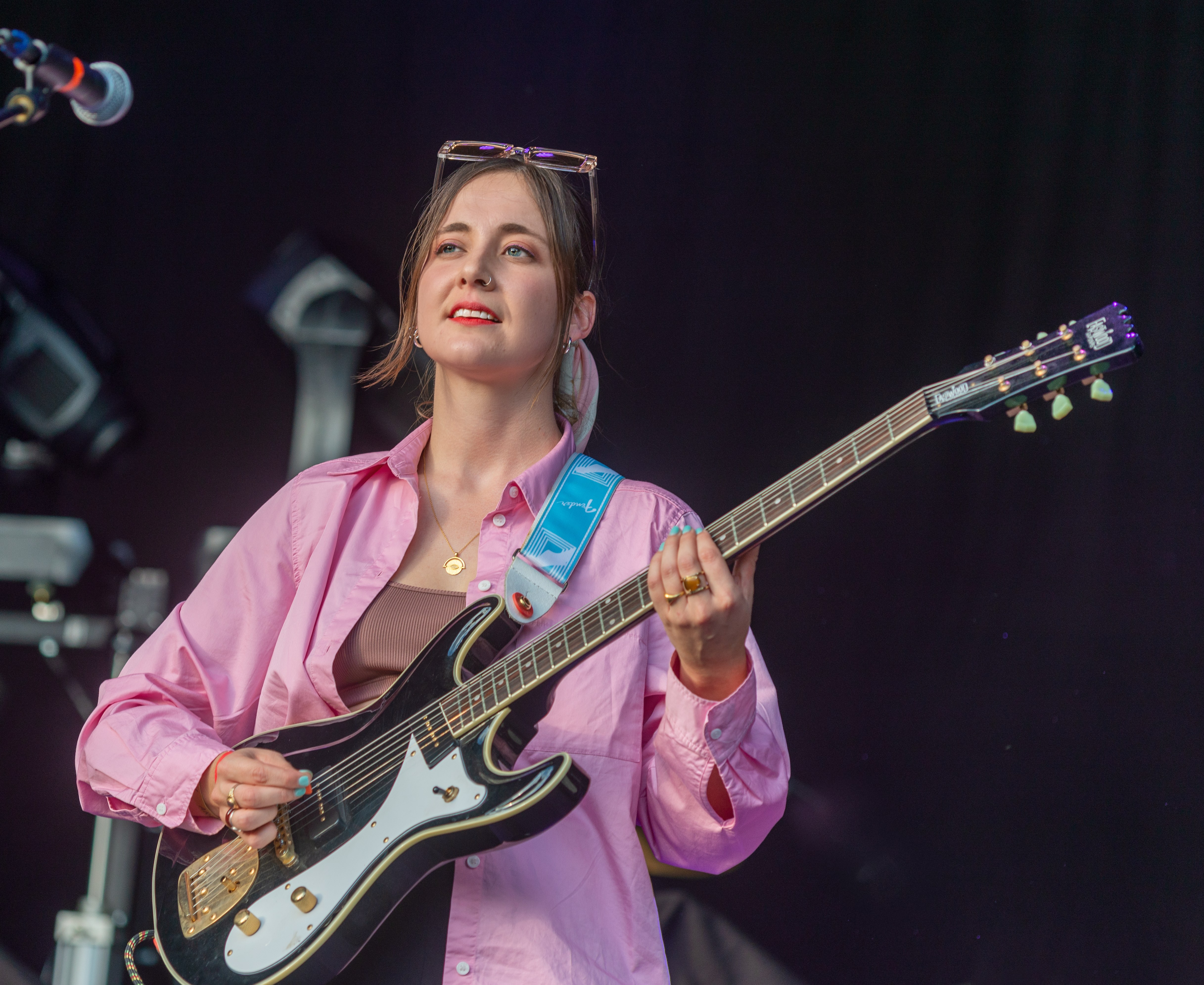
Anne-Sophie Ooghe

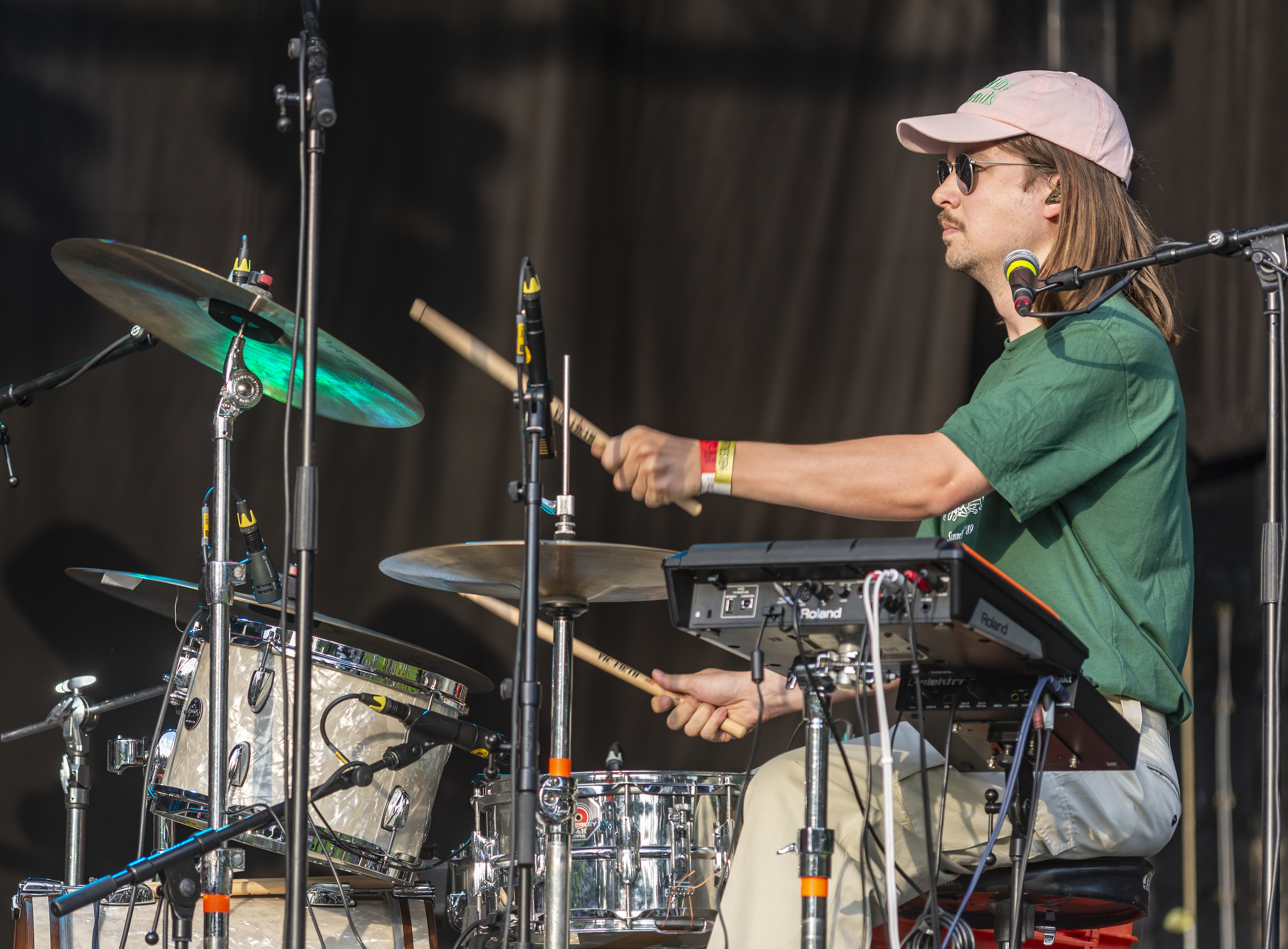
Dieter Beerten

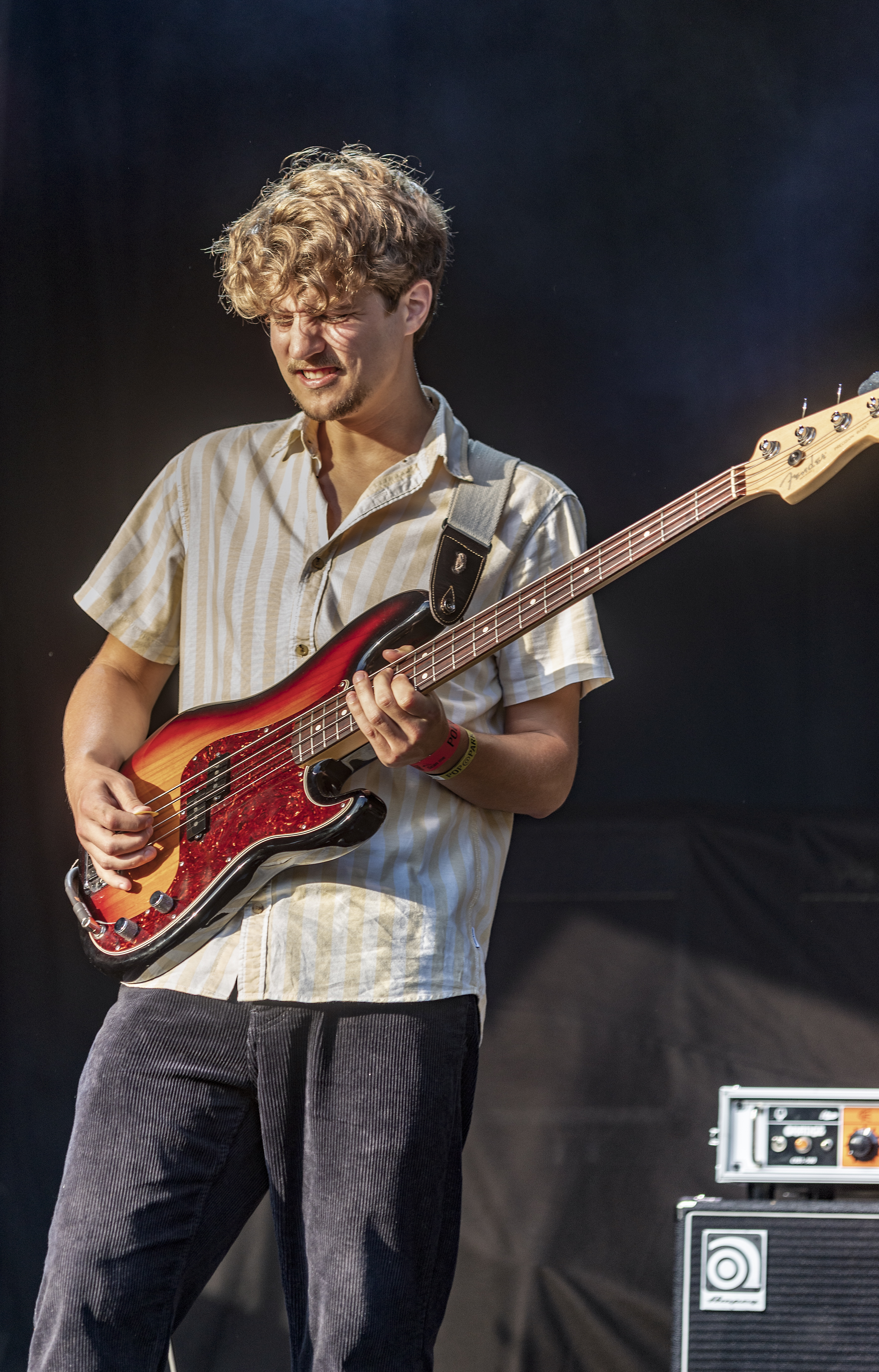
Koen Weverbergh

### 2017 Hindrance
1. Vultures
2. Islands Full Of Gold
3. Raise
4. No Idea
5. Magnify
6. Immune To The Weather
7. Baseball Fights
8. Fear Of Snow
9. Obvious
10. Hindrance
11. Break/Brake

### 2018 Imminent (EP)
1. Madison
2. C.O.N.
3. King Of The Mass
4. Supertime

### 2020 Firepool
1. Daggers
2. Alligot
3. Firepool
4. Overpower
5. Borders
6. 94A9
7. Commuter
8. Anything
9. Twins

### 2022 Return To Dust
1. Return To Dust
2. All Cool All Fine
3. Due Date
4. Bestseller
5. Open Door
6. Nu Nu
7. Feel Feel
8. Heart In The Open
9. Yoshime